# Хоронобе

45°1′4″ пн. ш. 141°50′58″ сх. д. / 45.01778° пн. ш. 141.84944° сх. д.
Хороно́бе (яп. 幌延町, ほろのべちょう, МФА: [hoɾonobe t͡ɕoː]) — містечко в Японії, в повіті Тесіо округу Румой префектури Хоккайдо. Станом на 1 жовтня 2008 року площа містечка становила 574,27 км². Станом на 31 березня 2017 населення містечка становило 2411 осіб.